# Althepus biltoni
Althepus biltoni är en spindelart som beskrevs av Christa L. Deeleman-Reinhold 1995. Althepus biltoni ingår i släktet Althepus och familjen Ochyroceratidae.
Artens utbredningsområde är Sulawesi. Inga underarter finns listade i Catalogue of Life.